# غلين جوردن
غلين جوردن (بالإنجليزية: Glenn Jordan)‏ هو مخرج أمريكي، ولد في 5 أبريل 1936 في سان أنطونيو في الولايات المتحدة.

## وصلات خارجية
- غلين جوردن على موقع IMDb (الإنجليزية)
- غلين جوردن على موقع ألو سيني (الفرنسية)
- غلين جوردن على موقع أول موفي (الإنجليزية)
- غلين جوردن على موقع قاعدة بيانات الأفلام السويدية (السويدية)
- غلين جوردن على موقع إن إن دي بي (الإنجليزية)
- غلين جوردن على موقع قاعدة بيانات الفيلم (الإنجليزية)
- غلين جوردن على موقع كينوبويسك (الروسية)